# Classe Yasen
La classe Yasen (in cirillico: проекта 885 Ясень, nome in codice NATO: Severodvinsk), è una classe di sottomarini lanciamissili da crociera a propulsione nucleare (SSGN) di fabbricazione russa sviluppata negli anni novanta e la cui entrata in servizio è avvenuta, a causa della  dissoluzione dell'URSS, solo nel 2014.
Progettati per rimpiazzare progressivamente le unità delle classi Victor, Sierra ed Akula ed armati di missili cruise ed antinave Kalibr ed Oniks, trovano impiego nel neutralizzare sia obiettivi navali che terrestri. Nel loro inventario dovrebbe far parte anche la versione navale del missile da crociera Kh-101, che può impiegare sia testate convenzionali che nucleari.
Designata erroneamente con il nome di Graney, lo sviluppo delle unità successive alla capoclasse è proseguito al punto da modificare profondamente design e tecnologie imbarcate sui battelli in costruzione e rinominare il progetto di riferimento in 885M Yasen-М.

## Storia

### Sviluppo
La costruzione del primo esemplare iniziò nel cantiere navale Sevmaš, a Severodvinsk, il 28 dicembre 1993, e lo scafo venne varato (sembra) nel 1995, quando il livello di completamento era di circa il 10%. Tuttavia, a causa dei problemi economici che hanno caratterizzato la Russia negli anni novanta, i lavori sono andati avanti con estrema lentezza: infatti furono interrotti nel 1996 e ripresero solo nei primi anni del 2000. La costruzione subì poi una forte accelerazione a partire dal 2003, in seguito ad un aumento dei finanziamenti. Tuttavia, questo programma non era considerato prioritario, ed i lavori proseguirono piuttosto a rilento, soprattutto a causa della priorità data ai classe Borej. Inoltre vi sarebbero state numerose difficoltà tecniche a causa dell'estrema complessità del sistema. Comunque, stando alle dichiarazioni rilasciate dai vertici della marina russa, il programma relativo ai Progetto 885 sembra tornato ad alti livelli di importanza.
Nelle intenzioni della marina militare russa, la classe dovrebbe essere composta da sette unità. Tuttavia, non è chiaro il numero di unità effettivamente in costruzione. Fonti occidentali riferiscono che gli esemplari in costruzione sarebbero tre. Quello sicuramente più vicino al completamento (circa all'80%) sarebbe il capoclasse K-560 Severodvinsk, l'esemplare varato con cerimonia ufficiale nel giugno 2010, il cui ingresso in servizio, continuamente posticipato, è previsto per il 2011. Le informazioni sugli altri due sono praticamente inesistenti: non sono stati comunicati neanche i nomi. La loro costruzione è iniziata nell'ottobre 1996 e nel gennaio 1998, ma lo stato attuale dei lavori è ignoto. Dovrebbero comunque entrare in servizio, rispettivamente, nel 2013 e nel 2016.
Fonti russe riferiscono invece che la costruzione del secondo esemplare della classe, che dovrebbe ricevere il nome di Kazan', sarebbe iniziata il 24 luglio 2009 Per quanto riguarda gli ultimi quattro esemplari previsti, si sa che si tratta di una versione migliorata, ma non si conoscono eventuali modifiche o differenze rispetto ai battelli precedenti. In tutti i modi, secondo il programma degli armamenti 2007-2015, è previsto l'ingresso in servizio di due sottomarini di questo tipo in tale arco di tempo.
L'ingresso in servizio attivo del primo esemplare della classe, fu continuamente posticipato, era previsto per il 2011. Sui successivi esemplari le fonti differiscono notevolmente. Invece, l'inizio della costruzione dei quattro Seveodvinsk-I era previsto per il 2002-2004, ma non si hanno notizie in questo senso.
12 esemplari (da costruirsi tra il 2017 ed il 2028) dovrebbero andare a sostituire gli Akula attualmente in carico alla marina.

## Caratteristiche
I sottomarini della classe Graney derivano dalla classe Akula e sono molto sofisticati. Lo scafo è costruito in acciaio amagnetico, cosa che dovrebbe permettere a questi mezzi una silenziosità maggiore, consentendo a loro di essere meno individuabili rispetto ai precedenti Akula. Inoltre, molto alta dovrebbe essere l'automazione dei processi interni, visto che l'equipaggio previsto è di solo 50 uomini.
Il sistema sonar è di tipo Irtyš-Amfora, per il cui sviluppo e messa a punto è stato utilizzato lo Yankee Pod KS-403. Come detto in precedenza, gli ultimi quattro esemplari della classe dovrebbero avere delle differenze, e sarebbero noti con il nome di Severodvinsk-I. Tali differenze comunque non sono note. Fonti russe riferiscono che alcuni esperti americani considererebbero i Graney i più avanzati sottomarini del mondo.

### Armamento
L'armamento principale è composto da 24 missili antinave P-800 Oniks, sistemati in otto tubi di lancio verticali SM-135 posti alle spalle della torre. La notizia che avrebbe dovuto imbarcare venti SS-N-17 Snipe si è rivelata infondata. Per quanto riguarda l'armamento secondario, questo è composto da circa 24 tra missili e siluri, che potranno essere lanciati mediante otto tubi lanciasiluri.

## Unità
| #             | Nome               | Impostazione     | Varo             | Entrata in servizio | Flotta       | Stato          |
| Progetto 855  | Progetto 855       | Progetto 855     | Progetto 855     | Progetto 855        | Progetto 855 | Progetto 855   |
| ------------- | ------------------ | ---------------- | ---------------- | ------------------- | ------------ | -------------- |
| 1             | K-560 Severodvinsk | 21 dicembre 1993 | 15 giugno 2010   | 17 giugno 2014      | del Nord     | Attivo         |
| Progetto 855M |                    |                  |                  |                     |              |                |
| 2             | K-561 Kazan        | 24 luglio 2009   | 31 marzo 2017    | 7 maggio 2021       | del Nord     | Attivo         |
| 3             | K-573 Novosibirsk  | 26 luglio 2013   | dicembre 2019    | 21 dicembre 2021    | del Pacifico | Attivo         |
| 4             | K-571 Krasnojarsk  | 27 luglio 2014   | 30 luglio 2021   | 11 dicembre 2023    | del Pacifico | Attivo         |
| 5             | K-564 Arhangel'sk  | 19 marzo 2015    | 29 novembre 2023 | 27 dicembre 2024    |              | Attivo         |
| 6             | Perm               | 2015             |                  | 2025                |              | in costruzione |
| 7             | Ulyanovsk          | 2016             |                  | 2025                |              | in costruzione |
| 8             | Vladivostok        | 20 luglio 2020   |                  | 2026                |              | in costruzione |
| 9             | Voronež            | 20 luglio 2020   |                  | 2027                |              | in costruzione |